# Howard Morton
Pour les articles homonymes, voir Morton.
Howard Morton est un acteur américain né le 15 mai 1925 à New York, New York (États-Unis), mort le 11 mai 1997 à Los Angeles (Californie).

## Filmographie
- 1966 : Le Cheval de fer (TV) : Justin Fornier
- 1972 : Le Flingueur (The Mechanic) : Car Polish Man
- 1972 : Juge et Hors-la-loi (The Life and Times of Judge Roy Bean) : Photographist
- 1973 : Scorpio de Michael Winner : Heck Thomas
- 1973 : Letters from Three Lovers (en) (TV) : Desk Clerk
- 1974 : Rhinocéros de Tom O'Horgan : Le docteur
- 1981 : Le Choix d'Isabelle (Isabel's Choice) (TV) : Miles
- 1985 : Waiting to Act : L'agent de Jean
- 1988 : Les Nouveaux Monstres sont arrivés (« The Munsters Today ») (série TV) : Grand-père Vladimir Dracula